# Реутов, Григорий Васильевич
Григо́рий Васи́льевич Ре́утов — стрелок-радист бомбардировщика 1-й авиационной эскадрильи 207-го дальнебомбардировочного авиационного полка 42-й дальнебомбардировочной авиационной дивизии 3-го авиационного корпуса дальней бомбардировочной авиации, младший сержант. Погиб во время боевого вылета, по одной из версий — в результате тарана немецкой механизированной колонны. Герой России посмертно.

## Биография
Родился в 1918 году в селе Кулагино Оренбургского уезда Оренбургской губернии. Русский. На момент начала Великой Отечественной войны служил в 3-й (с 24 июня — в 1-й) эскадрилье 207-го дальнебомбардировочного авиаполка стрелком-радистом в экипаже Александра Маслова.

## Гибель
26 июня 1941 года при нанесении удара по вражеской колонне на шоссе Молодечно — Радошковичи бомбардировщик ДБ-3Ф, стрелком-радистом которого был Григорий Реутов, был подбит и упал около д. Декшняны. Вместе с ним погибли все члены экипажа: командир корабля капитан Александр Маслов, штурман лейтенант Владимир Балашов, стрелок младший сержант Бахтурас Бейскбаев. Согласно одной из версий, командир корабля Маслов направил горящую машину на скопление вражеской техники на шоссе.

## Обстоятельства гибели Г. Реутова: версии и факты
Так как свидетельств гибели самолёта А. С. Маслова не было, Григорий Реутов, как и весь экипаж считался «пропавшим без вести». По идеологии того времени военные, чья смерть не была точно установлена, подозревались в возможной «измене Родине».
В 1951 году для последующего торжественного захоронения была произведена эксгумация останков из предполагаемой могилы однополчанина Реутова, командира 2-й эскадрильи Николая Гастелло, который, как считалось, совершил прославленный «огненный таран» в тот же день, когда погиб экипаж Маслова. Однако на месте захоронения были найдены личные вещи Григория Реутова и капитана Александра Маслова. Руководивший перезахоронением подполковник Котельников с санкции партийных органов провёл секретное расследование, в результате которого было установлено, что на месте предполагаемого тарана Гастелло потерпел крушение самолёт А. Маслова. Так как данные о том, что на месте предлагаемого подвига Гастелло на самом деле погиб другой экипаж, противоречили официальной версии «огненного тарана», информация о месте гибели членов экипажа Маслова не была обнародована, обстоятельства их смерти не расследовались. Останки Г. Реутова и других членов экипажа без огласки перезахоронили в братской могиле на кладбище Радошковичей, фрагменты их бомбардировщика — отправлены в музеи страны, как останки самолёта Гастелло, на месте гибели экипажа Маслова был установлен памятник-монумент, посвященный подвигу экипажа Н. Ф. Гастелло.

### Версии гибели
В конце 80-х — начале 90-х годов XX века общественности стало известно о том, что месте известного всей стране «огненного тарана» Н. Гастелло на самом деле потерпел крушение самолёт А. Маслова. В связи с этим родилась версия, что колонну вражеской техники таранил экипаж Маслова, а не Гастелло. Усилиями сторонников версии тарана Маслова Григорий Реутов, как и все члены экипажа, в 1992 году был удостоен ордена Отечественной войны I степени, а в 1996 году — звания «Герой России» с формулировкой: «За мужество и героизм, проявленные в борьбе с немецко-фашистскими захватчиками в Великой Отечественной войне 1941—1945 годов». В то же время ряд исследователей считают полностью несостоятельной версию о том, что таран совершил экипаж Маслова, полагая, что самолёт не врезался в колонну машин с горючим и боеприпасами, а упал на мягкий грунт.

### Факты
В истории гибели Григория Реутова достоверным можно считать:
- дату гибели — 26 июня 1941 года
- место крушения самолёта — у села Декшняны
- место захоронения — братская могила в пгт. Радошковичи

Не доказан факт наземного тарана бомбардировщиком Маслова.
Установление истины осложняется тем, что имеющиеся свидетельства противоречивы и запутаны, а многие документы утрачены как в ходе Великой Отечественной войны, так и в послевоенное время.

## Награды
- Орден Отечественной войны I степени (1992, посмертно). Приказ Главнокомандующего Объединёнными Вооружёнными Силами СНГ № 43 от 27.04.1992.
- Звание «Герой России» (1996, посмертно). Указ Президента Российской Федерации № 635 от 2.05.1996.